# Nelson Pessoa
Nelson Pessoa Filho (Río de Janeiro, 16 de diciembre de 1935) es un jinete brasileño que compitió en la modalidad de salto ecuestre.
Ganó cuatro medallas en los Juegos Panamericanos entre los años 1959 y 1995. Participó en cinco Juegos Olímpicos de Verano, ocupando el quinto lugar en Tokio 1964 (individual) y el décimo en Barcelona 1992 (por equipos).

## Palmarés internacional
| Juegos Panamericanos | Juegos Panamericanos      | Juegos Panamericanos | Juegos Panamericanos |
| Año                  | Lugar                     | Medalla              | Categoría            |
| -------------------- | ------------------------- | -------------------- | -------------------- |
| 1959                 | Chicago (Estados Unidos)  | Medalla de plata     | Por equipos          |
| 1967                 | Winnipeg (Canadá)         | Medalla de oro       | Por equipos          |
| 1967                 | Winnipeg (Canadá)         | Medalla de plata     | Individual           |
| 1995                 | Mar del Plata (Argentina) | Medalla de oro       | Por equipos          |